# Chó sục Paisley
Chó sục Paisley là một giống chó loại chó sục hiện đã tuyệt chủng. Có nguồn gốc từ Scotland, Chó sục Paisley được nuôi với vai trò chủ yếu là một phiên bản thú cưng và chó săn của Chó sục Skye và là tiền thân của Chó sục Yorkshire ngày nay. Loài này được gọi là chó sục Paisley vì hầu hết những con chó đến từ nới này, nhưng nó cũng được gọi là Chó sục Clydesdale, theo một địa điểm khác trong Thung lũng Clyde nơi những con chó được nuôi.

## Ngoại hình
Ngoại hình của chó sục Paisley tương tự như chó sục Skye, nhưng có lưng ngắn hơn và nặng khoảng 7 kg (16 lb), chỉ bằng khoảng một nửa trọng lượng của chó sục Skye ngày nay. Loài này có một "bộ lông óng ánh, mềm mại" màu xanh và vàng-nâu và được nhìn thấy có bộ lông tương tự như Chó Skye lông xù xì. Chúng được mô tả là một giống chó có một bộ lông mượt mà với rất nhiều lông (lông dài hơn ở khu vực trên tai.) Để phân biệt nó với Chó sục Skye, giống chó này có biệt danh là "Silky". Từ thời kỳ sớm nhất của giống, vẻ đẹp của chiếc bộ lông đã giành được nhiều giải thưởng tại các chương trình cho chó. Theo truyền thống, những con chó đã được trình diễn đứng trên một chiếc hộp, để chiều dài của bộ lông mượt có thể được biểu lộ nhằm phô trương lợi thế tốt nhất của nó.
Chó sục Paisley được mô tả vào năm 1894 là "một con chó nhà tuyệt vời và phù hợp nhất cho một người phụ nữ mong muốn một thứ gì đó quan trọng hơn đồ chơi", nhưng yêu cầu về chăm sóc cho bộ lông khiến nó ít hấp dẫn hơn một số giống chó phổ biến khác.